# Ordynacja Jarosławska
Ordynacja Jarosławska – ordynacja rodowa założona w 1470 roku przez Spytka i Rafała Jakuba Jarosławskich, zatwierdzona przez króla Kazimierza IV Jagiellończyka w 1471 roku.
Ordynacja Jarosławska była pierwszym na ziemiach polskich majoratem. Obejmował on 2 miasta i 29 wsi. Niezadowoleni spadkobiercy fundatorów zaraz po powstaniu fideikomisu pragnąc unieważnić jego obowiązywanie wszczęli spór z właścicielami, który trwał latami. 
Ostatecznie kwestię dziedziczenia latyfundium rozstrzygnął w 1519 roku Zygmunt I Stary, który zniósł ordynację z chwilą śmierci ostatniego męskiego przedstawiciela rodu Jarosławskich, Spytka Jarosławskiego. 